# Melanie Marx
Melanie Gawron, geb. Marx (* 7. Dezember 1975 in Frankfurt (Oder)), ist eine ehemalige deutsche Schauspielerin.

## Leben
Einem breiten Publikum wurde sie bekannt durch die Rolle der Dorothea „Doro“ Stockner in der ARD-Vorabendserie Marienhof, die sie nach ihrer Schauspielausbildung mit 21 Jahren übernahm. Zum ersten Mal zu sehen war sie im Dezember 1997. Nach dreieinhalb Jahren verabschiedete sich Marx in Folge 1678, die am 7. Mai 2001 ausgestrahlt wurde.
Anlässlich des letzten Drehtages der Serie am 11. Februar 2011 besuchte sie – neben vielen anderen ehemaligen Darstellern – ihre ehemalige Wirkungsstätte, die Studios der Bavaria Fernsehproduktion GmbH in Grünwald-Geiselgasteig, und war dabei im Abschiedsbild des Ensembles in der 4053. Folge zu sehen, das im Übergang von Fiktion zu Realität direkt in die abschließende Szene eingebunden wurde.
Des Weiteren wirkte Marx in TV-Produktionen wie Dr. Sommerfeld – Neues vom Bülowbogen oder Alarm für Cobra 11 – Die Autobahnpolizei in kurzen Gastrollen mit.
Anschließend studierte sie Film- und Theaterwissenschaft an der Freien Universität Berlin, arbeitete nach ihrem Studienabschluss als Assistenz der Filmgeschäftsführung und bildete an der IHK Kaufleute für audiovisuelle Medien aus.
Melanie Marx erlernte neben ihrer Muttersprache fließend Englisch und Russisch. Heute ist sie in leitender Position im Rechnungswesen tätig.

## Filmografie

### Film
- 1999: Der Überflieger (Kurzfilm) (als Linda)

### Fernsehen
- 1997–2001: Marienhof (als Doro Stockner)
- 1998: Alarm für Cobra 11 – Die Autobahnpolizei – Gift (als Petra Simmer)
- 2002: Dr. Sommerfeld – Neues vom Bülowbogen – Bis hierher und nicht weiter